# خلیج بزرگ استرالیا

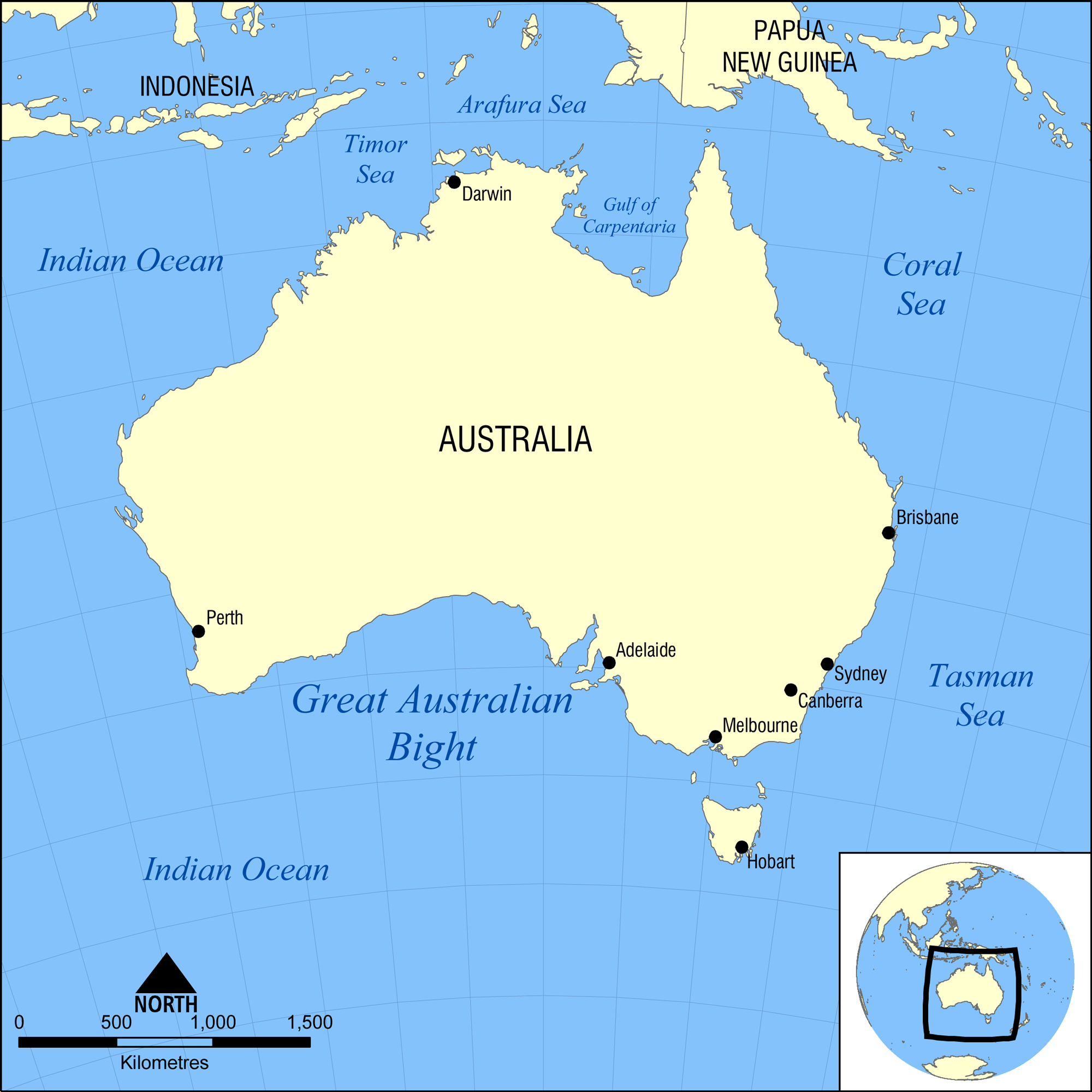
موقعیت خلیج بزرگ استرالیا

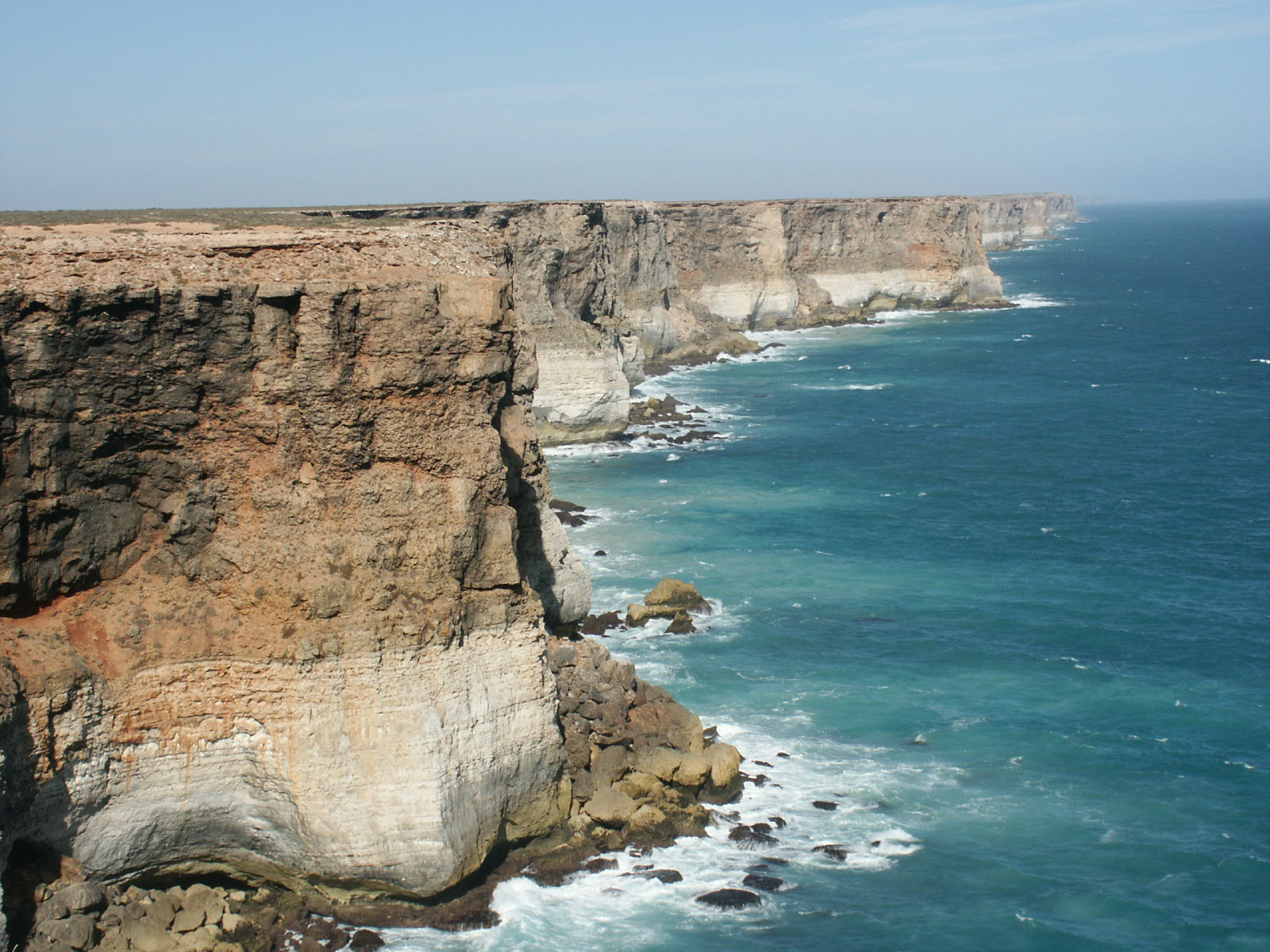
نمایی از خلیج بزرگ استرالیا و صخره‌های ساحلی آن

خلیج بزرگ استرالیا یا خور بزرگ استرالیا (به انگلیسی: Great Australian Bight) خلیج پهناوری در اقیانوس هند است که در جنوب سواحل استرالیا قرار دارد. محدودهٔ این خلیج بنا بر تعریف سازمان بین‌المللی نقشه‌برداری از آب‌های زمین از دماغه هوی غربی در استرالیای غربی آغاز شده و تا دماغه جنوب شرقی در جزیره تاسمانی گسترش می‌یابد. بااین‌حال مرزهایی که معمولاً بیشتر مورد پذیرش قرار دارند گستره‌ای به فاصلهٔ ۱٬۱۶۰ کیلومتر را از دماغهٔ پاسلی در استرالیای غربی تا دماغهٔ کارنو در جنوب استرالیا را شامل می‌شود. خط ممتدی از صخره‌هایی به ارتفاع ۶۰ تا ۱۲۰ متر در کرانه‌های خلیج بزرگ استرالیا کشیده شده‌است که با گسترش به درون استرالیا، دشت خشک و متروک نولاربور را تشکیل می‌دهند. این خلیج در طول ماه‌های زمستان به شدت طوفانی است.
پیتر نویتز، دریانور هلندی نخستین کسی است که در ۱۶۲۷ به این خلیج رسید و متیو فلیندرز انگلیسی، در ۱۸۰۲ ساحل بی‌ثمر آن را مورد بررسی قرار داد.